# Ангели революції
«Ангели революції» (рос. Ангелы революции) — російський драматичний фільм 2014 р. режисера, сценариста та продюсера Олексія Федорченка.
Прем'єрний показ відбувся 18 листопада 2014 р. на кінофестивалі «Темні ночі» в Таллінні.
8 червня 2015 р. у рамках конкурсної програми 26-го російського кінофестивалю «Кінотавр» відбулася російська прем'єра, на якій фільм здобув приз «За найкращу режисуру» і приз гільдії кінознавців і кінокритиків «Слон».

## Сюжет
У фільмі розповідається про відносини радянських громадян, які приїхали в тайгу у 1930-х роках, з корінними жителями, які не прийняли їхньої культури.

## Ролі
- Дар'я Єкамасова — Поліна
- Олег Ягодин — Іван
- Костянтин Балакірєв — Микола
- Павло Басов — Петро
- Георгій Іобадзе — Захар
- Олексій Солонча — Смирнов

## Знімальна група
- Режисер: Олексій Федорченко
- Сценарій: Олексій Федорченко, Олег Лоєвський, Денис Осокін
- Продюсери: Олексій Федорченко, Дмитро Воробйов, Леонід Лебедєв
- Оператор: Шандор Беркеші

## Цікаві факти
- Сюжет фільму заснований на подіях Казимського повстання 1933 року.
- Герої фільму грають на терменвоксі — електронному інструменті, створеному у 1919 році винахідником Левом Сергійовичем Терменом
- Існують суперечливі свідчення про спорудження пам'ятників Юди Іскаріота в перші роки Радянської влади.
- Трупу латиського театру Скатуве в Москві розстріляли у 1938 році.
- Перший крематорій у СРСР обладнаний в Москві у 1927 році в недобудованій, але освяченій цвинтарній церкві.